# Pogrom von 1241 in Frankfurt am Main
Das Pogrom von 1241 in Frankfurt am Main (auch Erste Judenschlacht) ist die älteste dokumentierte Verfolgung der Juden in Frankfurt und fand am 24. Mai 1241 statt.

## Umfeld
Die jüdische Gemeinde in Frankfurt bestand am Vorabend des Massakers aus mehr als 200 Personen, darunter drei Rabbinen. Es gab eine Synagoge, zwei Jeschiwot (Lehrhäuser) und einen jüdischen Friedhof. Seit Beginn des 13. Jahrhunderts nahm der Druck der Mehrheitsgesellschaft und der Kirche auf die Juden zu. Insbesondere die Dominikaner, kirchlicherseits für die Verfolgung Andersgläubiger zuständig, engagierten sich gegen die Juden. Allerdings gibt es keinen direkten Beleg für ihre Beteiligung an dem Pogrom von 1241. Das älteste erhaltene Zeugnis für ihre Anwesenheit in Frankfurt stammt erst von 1242.
Kaiser Friedrich II. befand sich in einem schweren Konflikt mit Papst Gregor IX. und hielt sich in seinen süditalienischen Besitzungen auf. Sein dreizehnjähriger Sohn, Konrad IV., der ihn als deutscher König nördlich der Alpen vertreten sollte, hatte nur geringe Durchsetzungskraft und der Mongolensturm bedrohte das Reich von Osten. Schon 1235 fanden Pogrome in Wolfhagen, Lauda, Tauberbischofsheim und Fulda statt, wogegen Kaiser Friedrich II. energisch vorging. Bei diesen Pogromen spielte der Vorwurf des Ritualmords eine zentrale Rolle.

## Ereignisse

### Das Pogrom
Auslöser des Pogroms soll der Wunsch eines Juden gewesen sein, sich taufen zu lassen, woran ihn seine Verwandten hindern wollten. Der Vorwurf des Ritualmords spielte keine Rolle.
Die jüdische Gemeinde wurde am Abend des 24. Mai 1241, Beginn des Sabbats, und dem folgenden Tag „in der Stadt Frankfurt, dem düsteren Ort“, von einer bewaffneten Menge angegriffen, so die jüdischen Quellen. Auch der Machsor Saloniki nennt einen Abend und den nachfolgenden Tag als Zeitraum des Pogroms. Die Erfurter Annalen nennen dagegen den 22. Mai 1241 als Tag des Geschehens, einen Mittwoch. Ob daraus eine mehrtägige Eskalation des Konflikts konstruiert werden kann, muss dahingestellt bleiben. Bei dem abweichenden Datum kann es sich auch um einen Transkriptionsfehler beim Abschreiben des Textes handeln.
Eine Gruppe von 70 Juden floh auf einen Turm, der aber auch gestürmt wurde. Die Juden hätten ihre Häuser angezündet und viele seien darin verbrannt. Das Feuer breitete sich aus. Etwa die Hälfte der Stadt sei abgebrannt. Die Synagoge wurde geplündert und verwüstet, die Tora-Rollen dabei zerstört, ebenso die beiden Jeschiwot, die von Bogenschützen angegriffen wurden. Lehrer und Studenten wurden ermordet.  Anderen aus der Gemeinde scheint die Flucht gelungen zu sein, denn im Gedächtnisbuch der Gemeinde von Mainz wurde eine detaillierte Liste der Opfer mit Namensnennung niedergeschrieben.

### Die Folgen
Etwa 170 Juden wurden ermordet – die Opferzahlen weichen, je nach Quelle, leicht voneinander ab – und Opfer wurden wohl auch gefoltert, bevor sie umgebracht wurden. Auch einige Christen kamen ums Leben. Die ausgeplünderten, nackten Leichen der Juden wurden einfach liegen gelassen und nicht bestattet.
24 überlebende Juden ließen sich taufen, um der Ermordung zu entgehen, mindestens zwei von ihnen gelang die Rückkehr in die jüdische Glaubensgemeinschaft.
Mit dem Pogrom hatten sich die Frankfurter gegenüber dem König schadenersatzpflichtig gemacht. Die Position des Königs war in dieser Zeit aber so geschwächt, dass er seinen Anspruch nicht durchsetzen konnte. Nach jahrelanger Hängepartie verzichtete König Konrad IV. mit einer Amnestieurkunde auf seine Ansprüche. Hintergrund war, dass König Konrad IV. Frankfurt bei seinen Auseinandersetzungen mit dem Mainzer Erzbischof Siegfried III. von Eppstein auf seiner Seite halten wollte, der im gleichen Monat, in dem die Urkunde ausgestellt ist, im Mai 1246, am 22. Mai 1246 Heinrich Raspe IV. zum Gegenkönig erhob.